# 扶綏龍屬
扶綏龍屬（意為「扶綏蜥蜴」）是種蜥腳下目恐龍，生存於白堊紀早期的中國。扶綏龍的化石是破碎的顱後骨骸，是在2001年發現於中國廣西的那派組（Napai Formation）地層，包含左腸骨、左恥骨、尾椎前部、大部分肋骨、以及左股骨尾端。扶綏龍被敘述成一種基礎巨龍形類恐龍。
模式種是趙氏扶綏龍（F. zhaoi），種名是以中國古生物學家趙喜進為名。